# Бартоломей, Адольф Александрович
Адо́льф Алекса́ндрович Бартоломе́й (4 июня 1934, с. Филипповка, Саратовский край, РСФСР, СССР — 10 сентября 2003, Пермь, Пермский край, Российская Федерация) — советский и российский учёный в области геотехники и механики грунтов, профессор, доктор технических наук (1977), член-корреспондент РАН с 7 декабря 1991 года по Секции инженерных наук (строительство). Ректор Пермского государственного технического университета (1982—1999), заслуженный деятель науки и техники РСФСР, лауреат премий Президента РФ (2002), Совмина СССР (1991), Минвуза СССР (1986) и Международной академии наук о природе и обществе (1997).

## Биография
Родился 4 июня 1934 года в селе Филипповка (ныне Марксовский район Саратовской области) в семье поволжских немцев Александра Давыдовича Бартоломея и Марии-Терезы Александровны Бальцер. В 1941 году семья Бартоломея была выслана вначале в Новосибирскую область, затем в Молотовскую. При поступлении в первый класс средней школы Адольф Бартоломей сменил имя на Анатолий. 1951 году работал электрослесарем на шахте Углеуральска Пермской области.
После окончания строительного факультета Горного института в Перми с отличием в 1960 году остался работать в институте. Одновременно обучался в вечернем университете марксизма-ленинизма при Пермском горкоме КПСС.
В 1965 году окончил аспирантуру при кафедре механики грунтов, оснований и фундаментов МИСИ им. В. В. Куйбышева. В 1966 году под руководством Н. А. Цытовича защитил кандидатскую («Исследование осадок свайных фундаментов при однорядном расположении свай»), в 1977 — докторскую диссертацию «Экспериментальные и теоретические основы прогноза осадок ленточных свайных фундаментов и их практические приложения».
С 1965 по 2003 год преподавал в Пермском государственном техническом университете (до 1992 — Пермский политехнический институт): ассистент, старший преподаватель, доцент кафедры строительных конструкций, оснований и фундаментов, с 1978 года — профессор. В 1966—1970 — заместитель декана и декан строительного факультета, с 1975 до 1981 года — проректор по научной работе, с 1982 по 1999 — ректор ПГТУ.
С 1975 до 2003 года возглавлял созданную им кафедру оснований, фундаментов и мостов. Под его руководством кафедра стала крупным учебным и научно-исследовательским центром по фундаментостроению. А. А. Бартоломеем была создана известная в России и за рубежом научная школа по проблемам свайного фундаментостроения.
Был действительным членом Международной академии наук высшей школы, Международной инженерной академии, Российской инженерной академии и Академии транспорта России, членом Президиума Национального комитета Международного общества по механике грунтов и фундаментостроению, председателем комиссии по проблемам свайного фундаментостроения. Являлся членом Президиума Национального комитета России Международного общества по механике грунтов и фундаментостроению, председателем комиссии по проблемам свайного фундаментостроения Национального комитета, представлял СССР (позже Россию) в международной комиссии по этой же проблеме.
Член-корреспондент РАН с 1991 года. Включён в Большой энциклопедический словарь, международный справочник «Кто есть кто в мире интеллектуалов», в справочник выдающихся руководителей и др.
Сын Леонид (род. 1963) — доктор технических наук, профессор ТюмГАСУ.
Скончался 10 сентября 2003 года после неудачно проведённой операции на сердце.

## Научная и педагогическая деятельность
Труды по геотехнике и механике грунтов, в частности экспериментальные и теоретические исследования взаимодействия свай и свайных фундаментов с окружающим грунтом; разработка методов прогноза осадок и определения напряжений в активной зоне центрально и внецентренно нагруженных свайных фундаментов; оценка несущей способности свайных фундаментов, исходя из предельно допустимых осадок зданий и сооружений и условий их нормальной эксплуатации, устойчивости свайных фундаментов на склонах; разработка прогрессивных конструкций свай, новой технологии усиления оснований при реконструкции зданий и сооружений.
Автор свыше 500 научных и учебно-методических работ, в том числе 47 монографий, учебников и учебных пособий. Более 80 статей опубликовано в трудах международных конгрессов и конференций.
Подготовил 15 докторов и 43 кандидата технических наук.
Среди его учеников:
- Богомолов, Александр Николаевич, д.т.н., профессор, академик РАЕ, советник РААСН, председатель Волгоградского отделения и член Президиума Российского общества по механике грунтов, геотехнике и фундаментостроению (РОМГГиФ), член IGS. Заведующий кафедрой «Гидротехнические и земляные сооружения» и проректор по научной работе Волгоградского государственного архитектурно-строительного университета. Почетный строитель ЮФО, почетный работник высшего профессионального образования Российской Федерации.
- Готман, Альфред Леонидович, д.т.н., профессор, заслуженный строитель республики Башкортостан, почетный строитель России, председатель Башкортостанского отделения и вице-президент РОМГГиФ, член ISSMGE и IGS, член технического комитета ТС-212 «Фундаменты глубокого заложения» ISSMGE.
- Полищук, Анатолий Иванович, д.т.н., профессор ВАК, заведующий кафедрой «Основания и фундаменты» Кубанского государственного аграрного университета.
- Пономарёв, Андрей Будимирович, д.т.н., профессор, советник РААСН, действительный член РАЕН, председатель Пермского и Удмурдского отделения, член Президиума Российского общества по механике грунтов, геотехнике и фундаментостроению (РОМГГиФ), член Немецкого геотехнического общества (DGGT), член Американского института фундаментов глубокого заложения (DFI), председатель Международного геосинтетического общества (IGS), член технического комитета ТС- 212 «Фундаменты глубокого заложения» Международного сообщества по механике грунтов и геотехнике (ISSMGE). Почётный строитель РФ, почётный работник высшего профессионального образования РФ. Заведующий кафедрой «Строительное производство и геотехника» ПНИПУ.
- Савинов, Алексей Валентинович, д.т.н., профессор кафедры Архитектуры и урбанистики, председатель Саратовского отделения Российского общества по механике грунтов, геотехнике и фундаментостроению (РОМГГиФ).

## Избранные труды
- «Экспериментальные и теоретические основы прогноза осадок ленточных свайных фундаментов и их практические приложения».
- «Основы расчета ленточных свайных фундаментов по предельно допустимым осадкам» (М., 1982),
- «Прогноз осадок свайных фундаментов» (в соавт. с И. М. Омельчак, Б. С. Юшковым)
- Бартоломей А. А., Григорьев В. Н., Омельчак И. М., Пенский О. Г. Основы импульсной технологии устройства фундаментов. Пермь: Изд-во ПГТУ, 2002. 189 с.

Автор публикаций в сборнике «Применение математических методов и вычислительной техники в строительстве» (Пермь, 1968), «Современные проблемы свайного фундаментостроения в СССР» (Пермь, 1988), в вып. 1, 2 «Труды IV международной конференции по проблемам свайного фундаментостроения» за 1994 г., журнале «Основания, фундаменты и механики грунтов» и др.

## Награды
- орден Трудового Красного Знамени (1981),
- орден Дружбы народов (6 июня 1994) — за большой вклад в развитие отечественной науки и подготовку высококвалифицированных специалистов
- Премия Президента Российской Федерации в области образования (2001)[3]
- медаль «В ознаменование 100-летия со дня рождения Владимира Ильича Ленина» («За доблестный труд»)[4]
- медаль «Ветеран труда»,
- заслуженный деятель науки и техники РСФСР
- золотая медаль ВДНХ СССР (15.08.1980),
- серебряная медаль ВДНХ СССР (12.09.1990),
- Знак «Шахтёрская слава» II степени,
- Знак «Шахтёрская слава» III степени.